# Puchar Ameryki Północnej w narciarstwie alpejskim kobiet 2019/2020
Puchar Ameryki Północnej w narciarstwie alpejskim kobiet w sezonie 2019/2020 to kolejna edycja tego cyklu. Pierwsze zawody odbyły się 19 listopada 2019 roku w amerykańskim Copper Mountain. Ostatnie zawody początkowo miały zostać rozegrane w dniach 17-24 marca 2020 roku w kanadyjskiej Panoramie, lecz zostały odwołane. Finałowe zmagania odbyły się 14 lutego tegoż samego roku w National Winter Activity Center.
Wśród kobiet pucharu Ameryki Północnej z sezonu 2018/2019 broniła Amerykanka Nina O’Brien. Tym razem zwyciężyła jej rodaczka, Kelly Cashman.

## Podium zawodów
| Lp. | Data              | Miejscowość                     | Konkurencja       | 1. Miejsce        | 2. Miejsce            | 3. Miejsce            |
| --- | ----------------- | ------------------------------- | ----------------- | ----------------- | --------------------- | --------------------- |
| 1.  | 19 listopada 2019 | Copper Mountain                 | Slalom            | Lila Lapanja      | Foreste Peterson      | Keely Cashman         |
| 2.  | 20 listopada 2019 | Copper Mountain                 | Slalom            | Lila Lapanja      | Keely Cashman         | Andrea Komšić         |
| 3.  | 11 grudnia 2019   | Lake Louise                     | Zjazd             | Keely Cashman     | Stefanie Fleckenstein | Isabella Wright       |
| 4.  | 12 grudnia 2019   | Lake Louise                     | Zjazd             | Alix Wilkinson    | Keely Cashman         | Isabella Wright       |
| 5.  | 13 grudnia 2019   | Lake Louise                     | Supergigant       | Keely Cashman     | Alix Wilkinson        | Lauren Macuga         |
| 6.  | 16 grudnia 2019   | Nakiska                         | Superkombinacja   | Keely Cashman     | Storm Klomhaus        | Patricia Mangan       |
| 7.  | 16 grudnia 2019   | Nakiska                         | Supergigant       | Isabella Wright   | Patricia Mangan       | Storm Klomhaus        |
| 8.  | 17 grudnia 2019   | Nakiska                         | Gigant            | Foreste Peterson  | Keely Cashman         | Andrea Komšić         |
| 9.  | 19 grudnia 2019   | Nakiska                         | Slalom            | Amelia Smart      | Andrea Komšić         | Lila Lapanja          |
| 10. | 20 grudnia 2019   | Nakiska                         | Slalom            | Katie Hensien     | Amelia Smart          | Andrea Komšić         |
| 11. | 2 stycznia 2020   | Burke Mountain                  | Gigant            | Adriana Jelinkova | Mikaela Tommy         | Andrea Komšić         |
| 12. | 3 stycznia 2020   | Burke Mountain                  | Gigant            | Adriana Jelinkova | Mikaela Tommy         | Nina O’Brien          |
| 13. | 4 stycznia 2020   | Burke Mountain                  | Slalom            | Nina O’Brien      | Adriana Jelinkova     | Resi Stiegler         |
| 14. | 4 lutego 2020     | Georgian Peaks                  | Gigant            | AJ Hurt           | Alexandra Tilley      | Adriana Jelinkova     |
| 15. | 5 lutego 2020     | Georgian Peaks                  | Gigant            | Alexandra Tilley  | Nina O’Brien          | Paula Moltzan         |
| 16. | 6 lutego 2020     | Osler Bluff                     | Slalom            | Ali Nullmeyer     | Roni Remme            | Katie Hensien         |
| 17. | 7 lutego 2020     | Osler Bluff                     | Slalom            | Roni Remme        | Ali Nullmeyer         | Paula Moltzan         |
| 18. | 8 lutego 2020     | Craigleith                      | Slalom równoległy | Roni Remme        | Adriana Jelinkova     | Stefanie Fleckenstein |
| 19. | 10 lutego 2020    | Whiteface Mountain              | Supergigant       | Patricia Mangan   | Isabella Wright       | Keely Cashman         |
| 20. | 10 lutego 2020    | Whiteface Mountain              | Superkombinacja   | Storm Klomhaus    | Patricia Mangan       | Keely Cashman         |
| 21. | 11 lutego 2020    | Whiteface Mountain              | Supergigant       | Patricia Mangan   | Isabella Wright       | Sarah Bennett         |
| 22. | 12 lutego 2020    | Whiteface Mountain              | Gigant            | AJ Hurt           | Adriana Jelinkova     | Patricia Mangan       |
| 23. | 14 lutego 2020    | National Winter Activity Center | Slalom równoległy | Foreste Peterson  | Storm Klomhaus        | AJ Hurt               |
| 24. | 19 marca 2020     | Panorama                        | Zjazd             | Odwołano          | Odwołano              | Odwołano              |
| 25. | 20 marca 2020     | Panorama                        | Zjazd             | Odwołano          | Odwołano              | Odwołano              |
| 26. | 21 marca 2020     | Panorama                        | Superkombinacja   | Odwołano          | Odwołano              | Odwołano              |
| 27. | 21 marca 2020     | Panorama                        | Supergigant       | Odwołano          | Odwołano              | Odwołano              |
| 28. | 22 marca 2020     | Panorama                        | Supergigant       | Odwołano          | Odwołano              | Odwołano              |
| 29. | 23 marca 2020     | Panorama                        | Gigant            | Odwołano          | Odwołano              | Odwołano              |
| 30. | 24 marca 2020     | Panorama                        | Slalom            | Odwołano          | Odwołano              | Odwołano              |

## Klasyfikacje
| Lp. | Zawodniczka           | Punkty |
| --- | --------------------- | ------ |
| 1.  | Keely Cashman         | 1150   |
| 2.  | Patricia Mangan       | 781    |
| 3.  | Stefanie Fleckenstein | 717    |
| 4.  | Lila Lapanja          | 612    |
| 5.  | Andrea Komšić         | 609    |
| 6.  | Adriana Jelinkova     | 603    |
| 7.  | Isabella Wright       | 585    |
| 8.  | Storm Klomhaus        | 565    |
| 9.  | Foreste Peterson      | 538    |
| 10. | Katie Hensien         | 399    |

| Lp. | Zawodniczka           | Punkty |
| --- | --------------------- | ------ |
| 1.  | Keely Cashman         | 180    |
| 2.  | Alix Wilkinson        | 150    |
| 3.  | Stefanie Fleckenstein | 130    |
| 4.  | Isabella Wright       | 120    |
| 5.  | Lauren Macuga         | 90     |
| 6.  | Ella Renzoni          | 72     |
| 6.  | Olivia Holm           | 72     |
| 8.  | Claire Timmermann     | 58     |
| 9.  | Kiara Alexander       | 56     |
| 10. | Haley Cunningham      | 48     |

| Lp. | Zawodniczka           | Punkty |
| --- | --------------------- | ------ |
| 1.  | Isabella Wright       | 310    |
| 2.  | Patricia Mangan       | 280    |
| 3.  | Keely Cashman         | 210    |
| 4.  | Storm Klomhaus        | 155    |
| 5.  | Stefanie Fleckenstein | 141    |
| 5.  | Claire Timmermann     | 141    |
| 7.  | Alix Wilkinson        | 125    |
| 8.  | Olivia Holm           | 115    |
| 9.  | Ella Renzoni          | 112    |
| 10. | Katrina van Soest     | 105    |

| Lp. | Zawodniczka           | Punkty |
| --- | --------------------- | ------ |
| 1.  | Adriana Jelinkova     | 340    |
| 2.  | Mikaela Tommy         | 307    |
| 3.  | Keely Cashman         | 241    |
| 4.  | Andrea Komšić         | 233    |
| 5.  | AJ Hurt               | 222    |
| 6.  | Foreste Peterson      | 219    |
| 7.  | Alexandra Tilley      | 180    |
| 8.  | Patricia Mangan       | 174    |
| 9.  | Madison Hoffman       | 171    |
| 10. | Stefanie Fleckenstein | 142    |

| Lp. | Zawodniczka           | Punkty |
| --- | --------------------- | ------ |
| 1.  | Lila Lapanja          | 441    |
| 2.  | Andrea Komšić         | 376    |
| 3.  | Resi Stiegler         | 370    |
| 4.  | Keely Cashman         | 359    |
| 5.  | Foreste Peterson      | 319    |
| 5.  | Katie Hensien         | 319    |
| 7.  | Roni Remme            | 280    |
| 8.  | Amelia Smart          | 236    |
| 9.  | Adriana Jelinkova     | 231    |
| 10. | Stefanie Fleckenstein | 204    |

| Lp. | Zawodniczka           | Punkty |
| --- | --------------------- | ------ |
| 1.  | Storm Klomhaus        | 180    |
| 2.  | Keely Cashman         | 160    |
| 2.  | Patricia Mangan       | 160    |
| 4.  | Stefanie Fleckenstein | 100    |
| 5.  | Isabella Wright       | 77     |
| 6.  | Claire Timmermann     | 76     |
| 7.  | Lila Lapanja          | 69     |
| 8.  | Cassidy Gray          | 52     |
| 9.  | Britt Richardson      | 48     |
| 10. | Candace Crawford      | 45     |